# Volos
Volos (tiếng Hy Lạp: Βόλος) là một thành phố ven biển ở Thessaly nằm ở trung độ của lục địa Hy Lạp, cự ly khoảng 326 về phía bắc Athena và 215 km về phía nam Thessaloniki. Thành phố này là thủ phủ của Magnesia. Thành phố Volos có diện tích 27,678 km2, dân số thời điểm năm 2007 là 141.675 người. Đây là thành phố lớn thứ tại Hy Lạp.